# Еолийци
Еолийците (на гръцки: Αἰολεῖς; на латински: Aioler, Äoler, Aiolier, Aeolians) са древногръцко племе в Древна Гърция.
Те са говорили на еолийски гръцки език.
Името им идва от Еол (Aiolos). Еол е един от трите сина на нимфата Орсеида (Orseis, Orsëis, Ὀρσηίς) и Елин (Hellen, Ἕλλην), който е митологичен баща на всички гърци. В началото еолийците населяват Тесалия и по-късно завладяват територията на микенците, които били победени от дорийците. Еолийците основават градове на островите наблизо до Мала Азия и населяват територията в северозападната част на Мала Азия, която по-късно е наречена Еолия (Aiolis, Aeolia).